# Réserve de chasse Pilanesberg
La réserve de chasse Pilanesberg (anglais : Pilanesberg Game Reserve) est un parc national sud-africain situé dans la province du Nord-Ouest. Créé en 1979, il couvre 572 km2.
La réserve borde le complexe touristisque Sun City.

## Histoire
La réserve a été créée en décembre 1979 sur le territoire du Bophuthatswana, alors officiellement indépendant. Quelque 6 000 animaux ont été amenés d'autres parcs d'Afrique du Sud. On peut y voir les Big five.

## Galerie

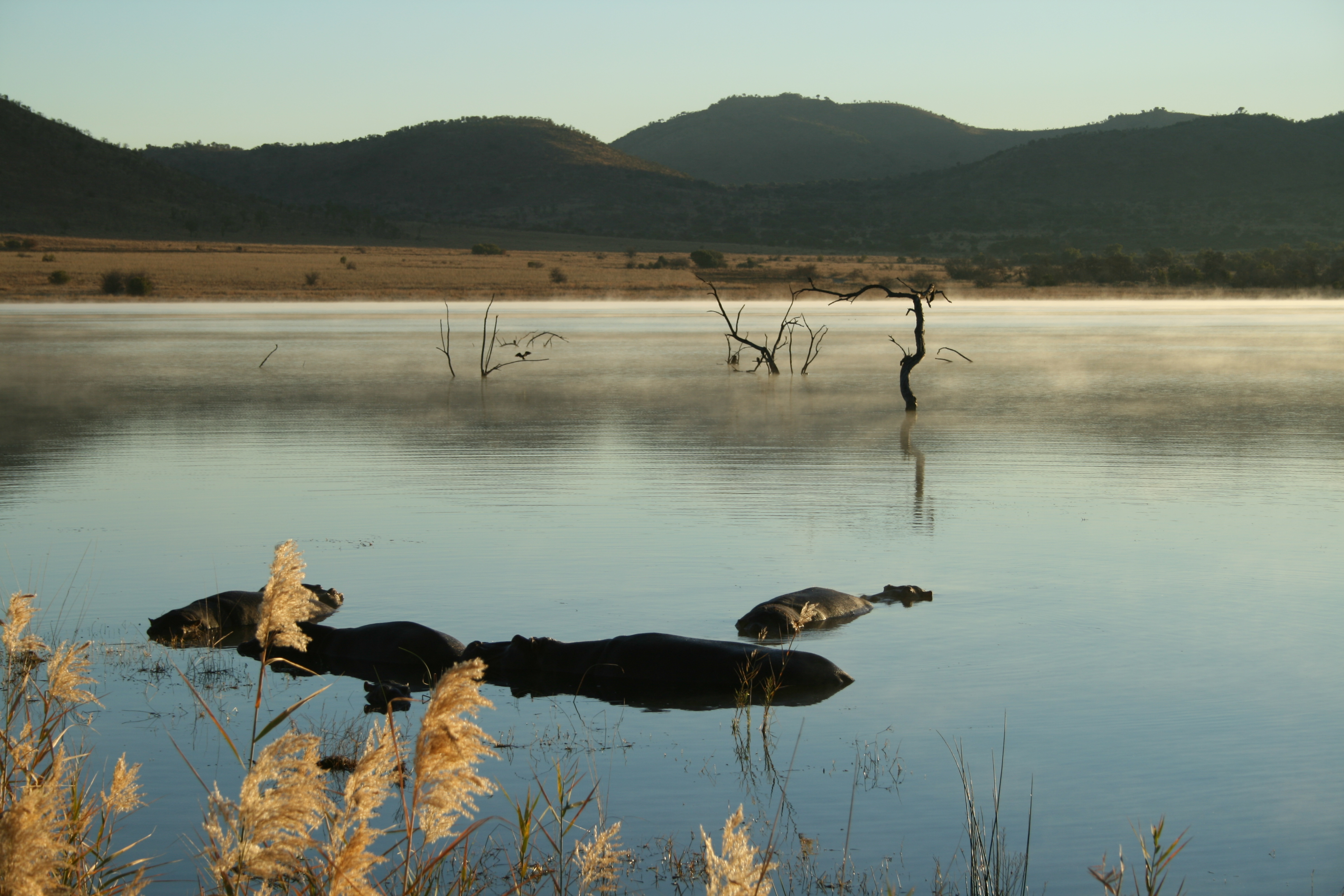
Un hippopotame dans le parc.
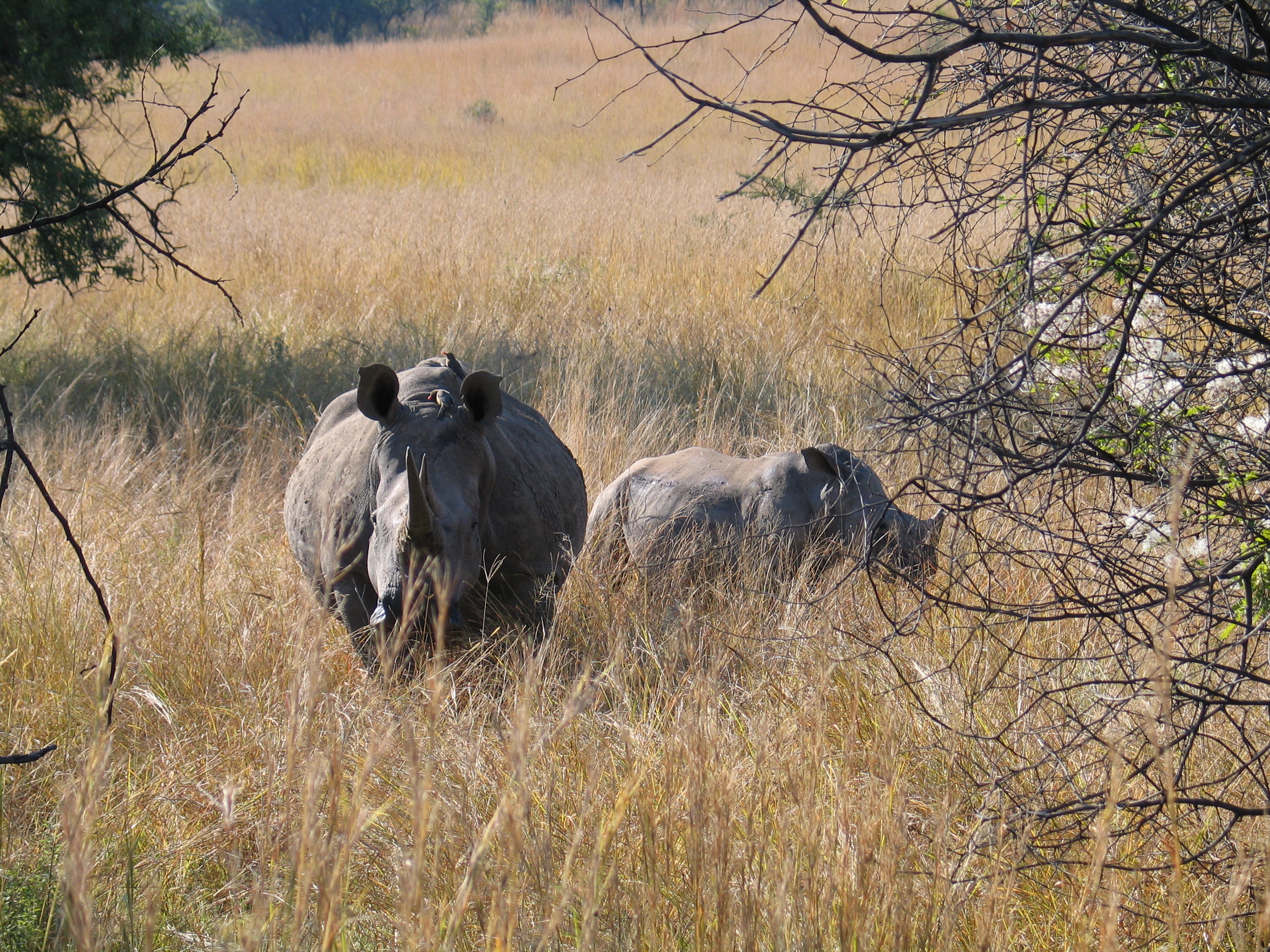
Deux rhinocéros.
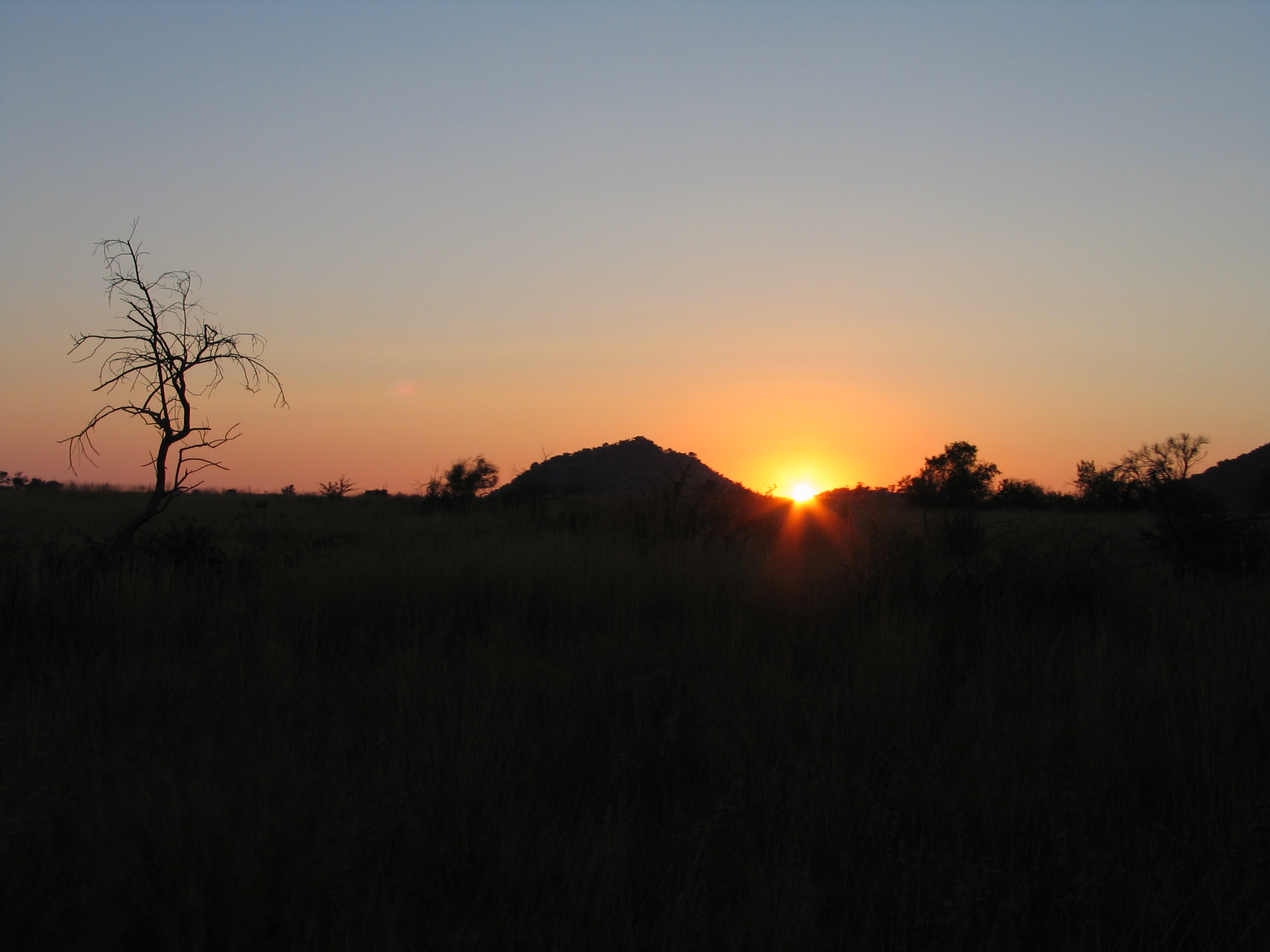
Un coucher de soleil sur Pilanesberg.
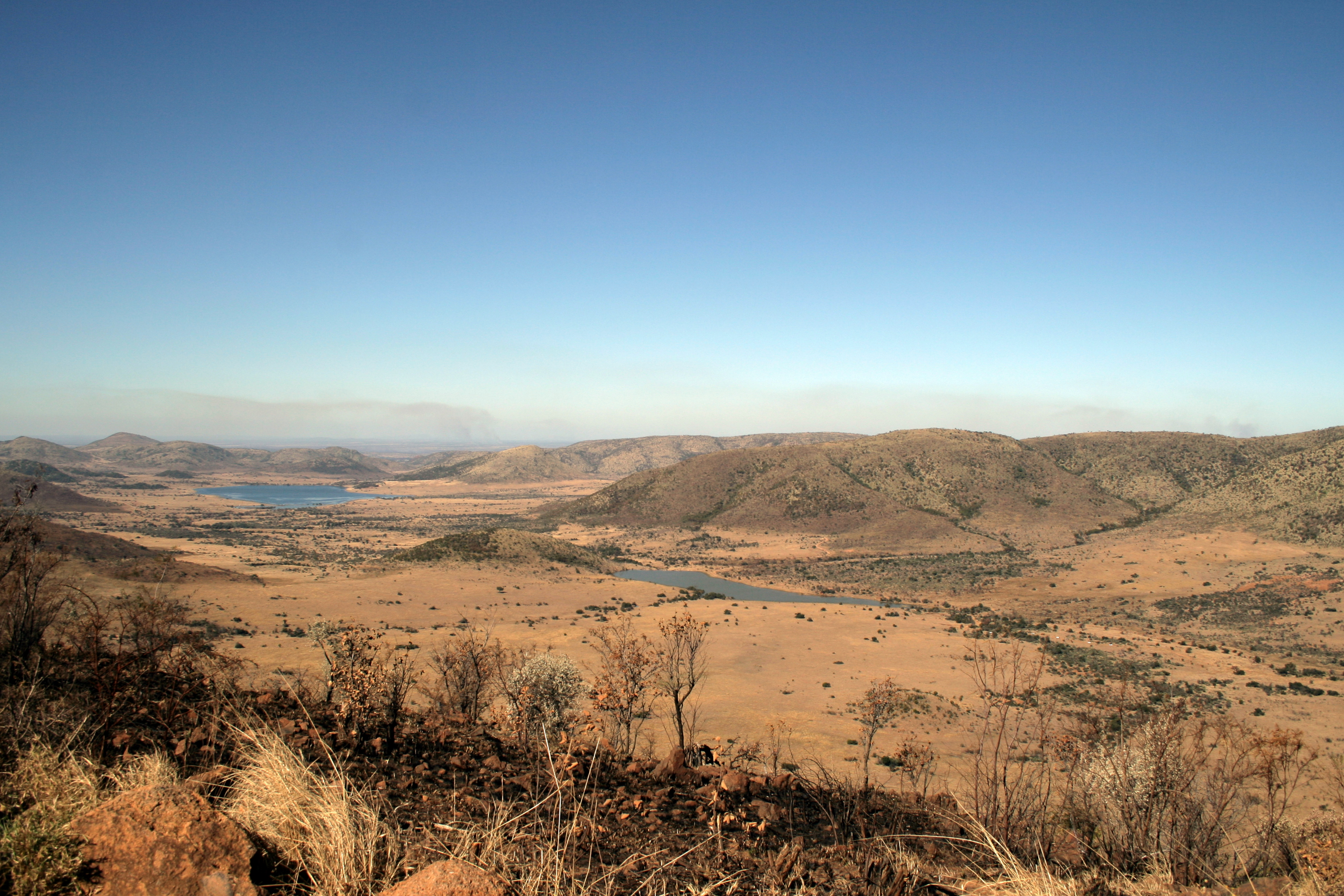
Paysage de Pilanesberg.